# Предраг Коматина
Предраг М. Коматина (Београд, 30. новембар 1984) српски је историчар и византолог.

## Биографија
Као доктор историјских наука и виши научни сарадник Византолошког института САНУ бави се истраживачким радом у области политичке, друштвене и црквене историје српског народа у раном средњем веку, са доданим тежиштем на проучавању ране средњовековне историје Византијског царства и српско-византијских односа. Дипломирао је 2008. године, на Одељењу за историју Филозофског факултета у Београду, где је 2012. године и докторирао, са темом: Црквена политика Византије (843-886).
Почевши од 2008. године, ради у Византолошком институту САНУ, а 2014. године изабран је за члана Управног одбора Српског комитета за византологију и члана Редакционог одбора Зборника радова Византолошког института. Учествовао је у изради Српске енциклопедије, коју издаје Матица српска у Новом Саду.

## Важнији радови
- Коматина, Предраг (2009). „Моравски епископ Агатон на Фотијевом сабору 879/880. г.” (PDF). Српска теологија данас. 1: 359—368.
- Коматина, Предраг (2009). „Оснивање Патраске и Атинске митрополије и Словени на Пелопонезу”. Зборник радова Византолошког института. 46: 27—52.
- Komatina, Predrag (2010). „The Slavs of the mid-Danube basin and the Bulgarian expansion in the first half of the 9th century”. Зборник радова Византолошког института. 47: 55—82.
- Komatina, Predrag (2010). „O hronologiji hrvatskih vladara u 31. glavi spisa De administrando imperio”. Radovi Zavoda za hrvatsku povijest. 42: 83—105.
- Коматина, Предраг (2011). „Византијска титула Константина Бодина”. Зборник радова Византолошког института. 48: 61—76.
- Komatina, Predrag (2011). „Traduction des titres de règne dans le monde byzantin au Xe siècle - la forme et l’essence”. Remanier, métaphraser: Fonctions et techniques de la réécriture dans le monde byzantin. Belgrade: Faculté de Philosophie. стр. 131—148.
- Коматина, Предраг (2012). „Србија и Дукља у делу Јована Скилице”. Зборник радова Византолошког института. 49: 159—186.
- Коматина, Предраг (2012). „Појам Бугарске у XI и XII веку и територија Охридске архиепископије” (PDF). Византијски свет на Балкану. 1. Београд: Византолошки институт. стр. 41—56. Архивирано из оригинала (PDF) 12. 03. 2021. г. Приступљено 13. 08. 2022.
- Komatina, Predrag (2013). „Date of the Composition of the Notitiae Episcopatuum Ecclesiae Constantinopolitanae nos. 4, 5 and 6”. Зборник радова Византолошког института. 50 (1): 195—214.
- Cvetković, Miloš; Komatina, Predrag (2013). „Bibliography of Ljubomir Maksimović”. Зборник радова Византолошког института. 50 (1): 15—28.
- Коматина, Предраг (2013). „Вајунити”. Српска енциклопедија. 2. Нови Сад-Београд: Матица српска; САНУ; Завод за уџбенике. стр. 65.
- Коматина, Предраг (2013). „Велегезити”. Српска енциклопедија. 2. Нови Сад-Београд: Матица српска; САНУ; Завод за уџбенике. стр. 184.
- Коматина, Предраг (2013). „Верзити”. Српска енциклопедија. 2. Нови Сад-Београд: Матица српска; САНУ; Завод за уџбенике. стр. 275.
- Коматина, Предраг (2014). Црквена политика Византије од краја иконоборства до смрти цара Василија I (PDF). Београд: Византолошки институт. Архивирано из оригинала (PDF) 13. 08. 2022. г. Приступљено 13. 08. 2022.
- Коматина, Предраг (2014). „Идентитет Дукљана према De administrando imperio”. Зборник радова Византолошког института. 51: 33—46.
- Komatina, Predrag (2014). „Settlement of the Slavs in Asia Minor During the Rule of Justinian II and the Bishopric των Γορδοσερβων” (PDF). Београдски историјски гласник. 5: 33—42.
- Коматина, Предраг (2015). „Политички положај Конавала у IX и X веку”. Иницијал: Часопис за средњовековне студије. 3: 11—21.
- Коматина, Предраг (2015). „О српско-бугарској граници у IX и X веку”. Зборник радова Византолошког института. 52: 31—42.
- Коматина, Предраг (2015). „О првом помену монаштва на Атону”. Περίβολος: Зборник у част Мирјане Живојиновић. 1. Београд: Византолошки институт. стр. 27—34.
- Komatina, Predrag (2015). „The Кing of Francia in De cerimoniis II, 48”. Byzantinische Zeitschrift. 108 (1): 157—168.
- Komatina, Predrag (2015). „The Church in Serbia at the Time of Cyrilo-Methodian Mission in Moravia”. Cyril and Methodius: Byzantium and the World of the Slavs. Thessaloniki: Dimos. стр. 711—718.
- Коматина, Предраг (2016). „Војно, административно и верско упориште на дунавској граници: Пример Мораве и Браничева”. Процеси византинизације и српска археологија. Београд: Византолошки институт. стр. 103—107.
- Komatina, Predrag (2016). „Military, Administrative and Religious Strongholds on the Danubian Frontier: The Example of Morava and Braničevo”. Processes of Byzantinisation and Serbian Archaeology. Belgrade: Institute for Byzantine Studie. стр. 103—107.
- Коматина, Предраг (2016). „Област Вaгенитија и епископија Св. Климента”. Зборник радова Византолошког института. 53: 83—100.
- Коматина, Предраг (2016). „А од Арбанаса Пилот: Почеци политичке историје Албанаца”. Стефан Немања - преподобни Симеон Мироточиви: Зборник радова. 1. Београд: Институт за историју уметности. стр. 259—267.
- Komatina, Predrag (2017). „Dalmatian bishops at the Council of Nicaea in 787 and the status of the Dalmatian church in the eighth and ninth centuries”. Imperial Spheres and the Adriatic. Byzantium, the Carolingians and the Treaty of Aachen (812). London-New York: Routledge. стр. 253—260.
- Коматина, Предраг (2017). „Промене на српском престолу 1370-1371. године: Покушај реинтерпретације”. Историјски часопис. 66: 149—171.
- Коматина, Предраг (2018). Прве српске династије и порекло Немањића. Београд: Либер новус.
- Коматина, Ивана; Коматина, Предраг (2018). „Настанак Млетачке Албаније и успомена на византијску власт у српском Поморју”. Историјски часопис. 67: 55—82.
- Коматина, Ивана; Коматина, Предраг (2018). „Византијски и угарски Срем од X до XIII века”. Зборник радова Византолошког института. 55: 141—164.
- Komatina, Predrag (2019). „Constantine Porphyrogenitus, De Administrando Imperio and the Byzantine Historiography of the Mid-10th Century” (PDF). Зборник радова Византолошког института. 56: 39—68.
- Коматина, Предраг (2019). „Рани јужнословенски етноними и питање порекла и постанка јужнословенских племена”. Наслеђе и стварање: Свети Ћирило - Свети Сава: 869-1219-2019. 1. Београд: Институт за српски језик. стр. 3—28.
- Коматина, Предраг (2020). „Житије Св. Симеона од Стефана Немањића као извор за хронологију промена на великожупанском престолу”. Стефан Првовенчани и његово доба. Београд: Историјски институт. стр. 17—35.
- Коматина, Предраг (2020). „О првом браку краља Милутина”. Зборник радова Византолошког института. 57: 45—59.
- Коматина, Предраг (2020). „Quis Ergo Presbyter Diocleas? Рана дубровачка историографија и Летопис попа Дукљанина”. Историјски часопис. 69: 189—226.
- Коматина, Предраг (2020). „Славянские етнонимы Баварского географа: Историко-лингвистический анализ” (PDF). Studia Slavica et Balcanica Petropolitana. 1: 106—137.
- Komatina, Predrag (2020). „The Byzantine Concept of Syria as Arab Empire and its Ancient Roots”. Journal of Near Eastern Studies /1,. 79 (1): 41—50.
- Komatina, Ivana; Komatina, Predrag (2021). „Family Patrimony and the Legacy of the First-Born Son: Some Examples from European Monarchies in the 11th-12th Centuries”. Istraživanja: Јournal of Historical Researches. 32: 36—54.
- Komatina, Predrag (2021). „The Kangar of De administrando imperio and the Hungarian-Bashkir Controversy”. Byzanz und das Abendland. 7. Budapest: Eötvös-József-Collegium. стр. 205—223.
- Коматина, Предраг (2021). „О албанском етнониму у средњем веку”. Зборник радова Византолошког института. 58: 23—38.
- Коматина, Предраг (2021). Константин Порфирогенит и рана историја Јужних Словена (PDF). Београд: Византолошки институт. Архивирано из оригинала 23. 06. 2024. г. Приступљено 23. 06. 2024.
- Коматина, Предраг (2022). „О натпису на крстионици из времена кнеза Вишеслава: Нека епиграфска истраживања” (PDF). Зборник радова Византолошког института. 59: 7—25. Архивирано из оригинала 30. 01. 2023. г. Приступљено 23. 06. 2024.
- Коматина, Предраг (2022). „Краљ, краљице и сродници: Брачне стратегије и правци политике”. Свети краљ Милутин: Владар на раскршћима светова. Београд: Задужбина Светог манастира Хиландара. стр. 81—107.
- Komatina, Predrag (2022). „On the Question of the Byzantine Rule in Croatia in the Late 10th and Early 11th Century” (PDF). Историјски часопис. 71: 11—34. Архивирано из оригинала 17. 05. 2024. г. Приступљено 23. 06. 2024.
- Коматина, Предраг (2023). „Српско-византијски односи крајем XI и почетком XII века” (PDF). Зборник Матице српске за историју. 107: 9—20. Архивирано из оригинала 31. 01. 2024. г. Приступљено 23. 06. 2024.
- Komatina, Predrag (2023). „The diocesan structure of the Archbishopric of Ohrid in the charters of Basil II: Historical development until the early 11th century” (PDF). Зборник радова Византолошког института. 60: 7—25. Архивирано из оригинала 07. 04. 2024. г. Приступљено 23. 06. 2024.